# Зернозбиральний комбайн

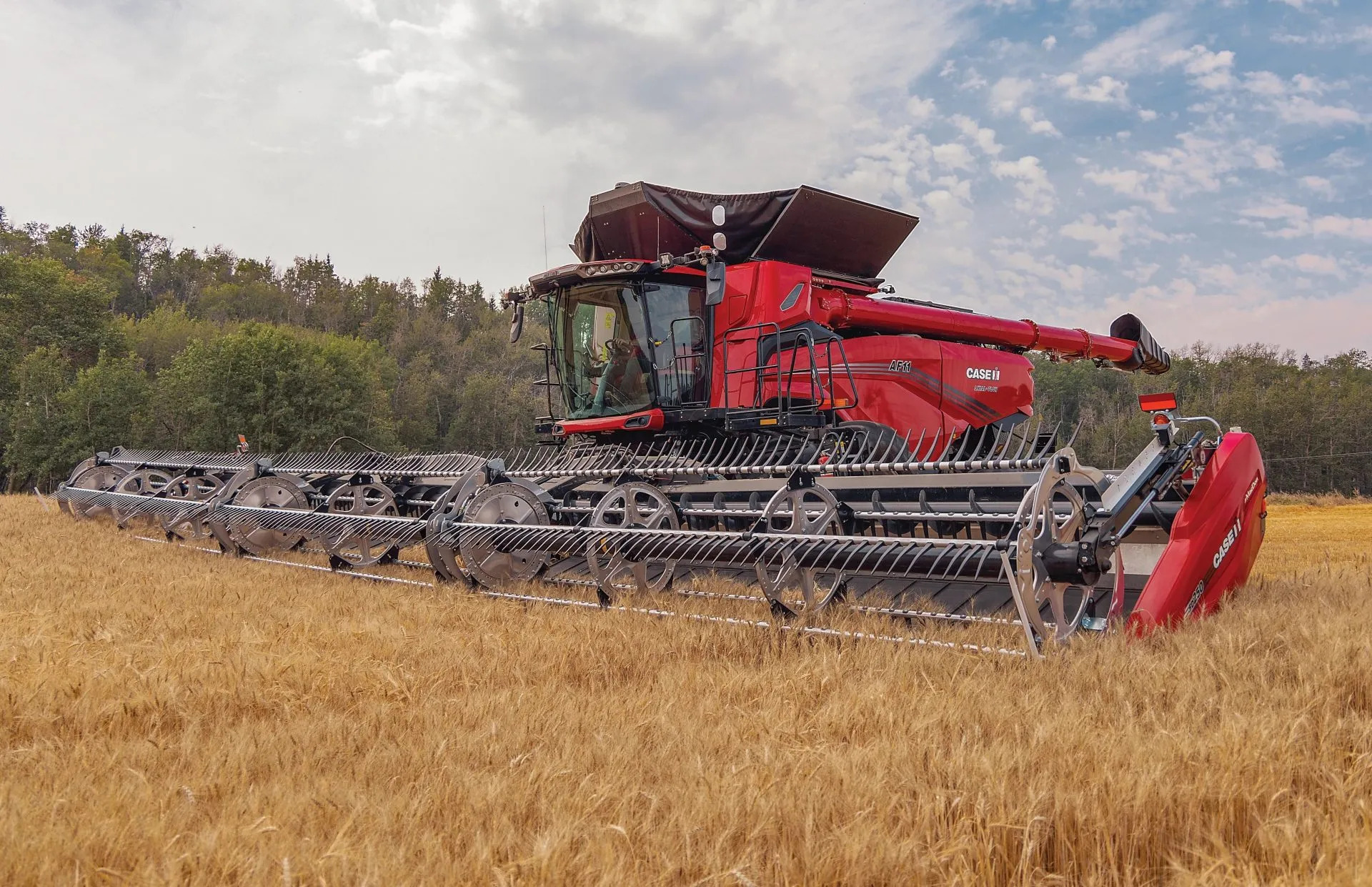
Сучасний широкозахватний комбайн фірми CASE

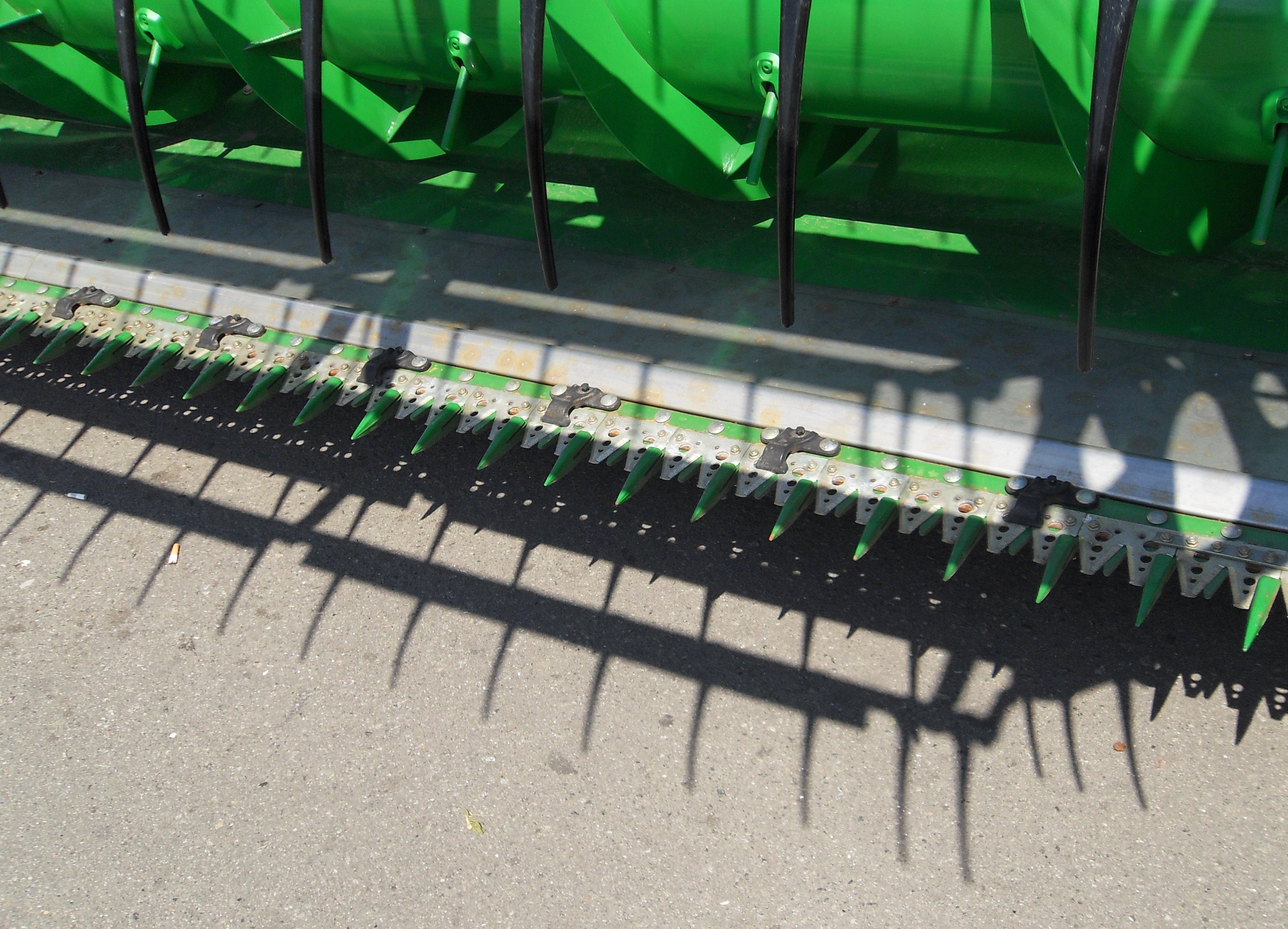
Вигляд жатки комбайна

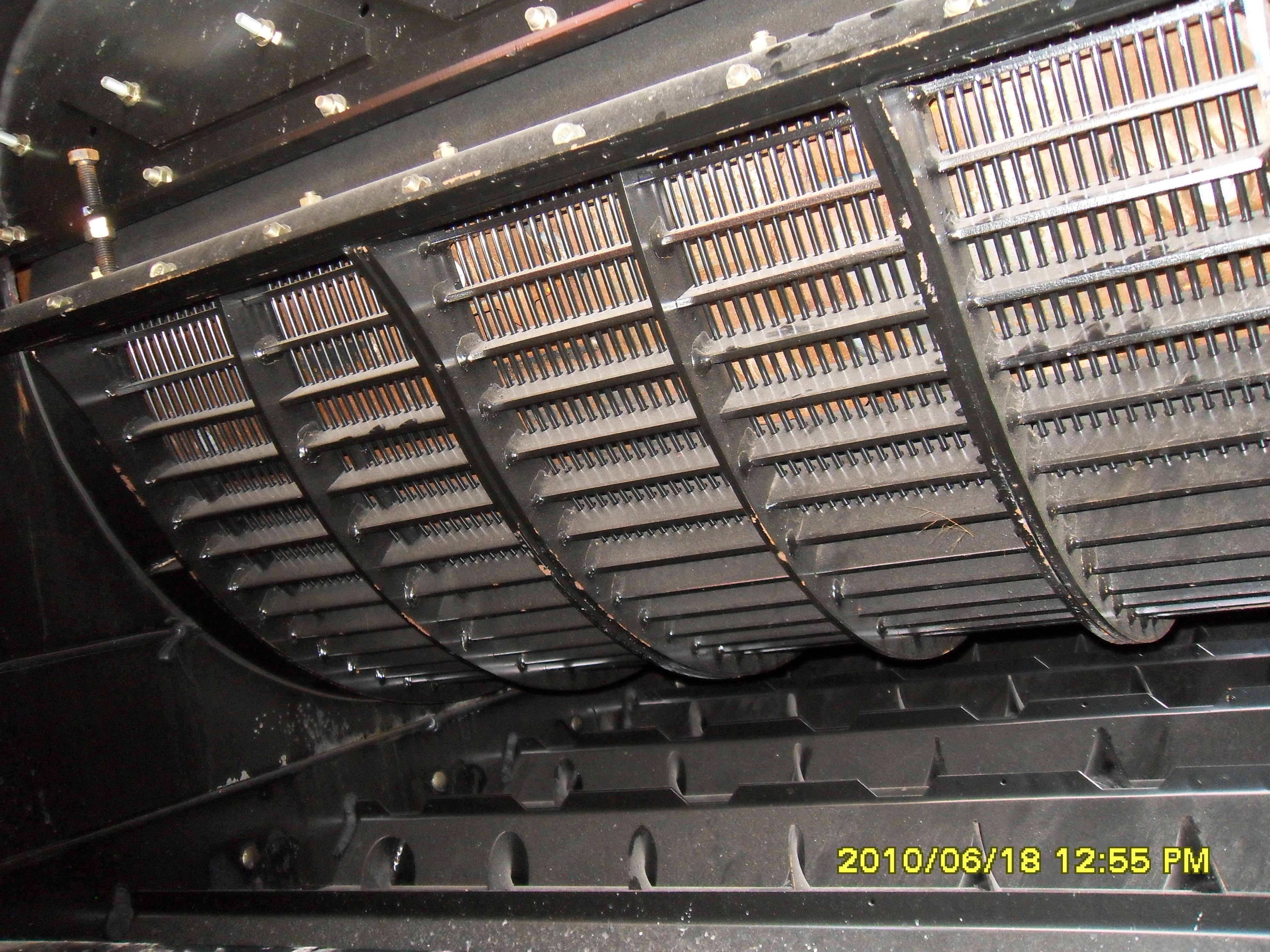
Дека роторного комбайна Case 5088

Зернозбиральний комбайн — складна зернозбиральна машина, що виконує послідовно безперервним потоком і водночас: зрізання хліба, подання його до молотильного апарата, обмолот зерна з колосся, відділення його від купи й інших домішок, транспортування чистого зерна в бункер і механічне вивантаження з нього.
Одна з найважливіших сільськогосподарських машин, що здатна виконувати відразу кілька різних операцій. Наприклад, зернозбиральний комбайн зрізає колоски, вибиває з колосків зерна і очищує зерна струменем повітря. Складна машина виконує функції трьох простих — жатки, молотарки та віялки.
До зернозбиральних комбайнів випускаються додаткові пристосування, що дозволяють збирати різні сільськогосподарські культури.

## Історія комбайнобудування
Батьківщиною сучасного зернозбирального комбайна є США. У 1828 році S. Lane заявив перший патент на складну комбіновану прибиральну машину, яка одночасно зрізала хліб, обмолочувала його і очищала зерно від лушпиння. Проте, ця машина не була побудована.
Першим здійсненим комбайном потрібно вважати винайдений Е. Бріґґсом (Е. Briggs) і Е. Карпентером (E. G. Carpenter) 1836 року. Цей комбайн був змонтований подібно до возу на 4-колісному ходу; обертання молотильного барабана і приведення в дію різального апарату здійснювалися передачею від 2 задніх коліс.
У тому ж 1836 році, трохи пізніше, два винахідники Х. Мур (Н. Moore) і Дж. Хесколл (J. Hascall) отримали патент на машину, яка за основними принципам робочих процесів наближалася до конструкції комбайна сучасного типу. У 1854 році цей комбайн працював в Каліфорнії і прибрав 600 акрів (бл. 240 га). До 1867 р. роботи з конструювання і створення комбайнів проводилися переважно в східних штатах США.
Побудований в 1875 році в Каліфорнії комбайн конструкції Д. Пітерсона (D. С. Peterson), знайшов собі значно більше застосування, ніж комбайни інших винахідників.
У 1890 році заводським виготовленням комбайнів займалися вже 6 фірм (в тому числі Holt), котрі випускали комбайни для продажу.
Комбайни цього типу хоча і були дуже близькі в основному за принциповою схемою до сучасних машин, але різко відрізнялися від останніх своїм оформленням. Всі каліфорнійські комбайни виконувалися, головним чином з дерева, мали велике захоплення ріжучого апарату. Пересування комбайна по полю здійснювалося, головним чином, кіньми і мулами, яких було потрібно до 40 голів, робочі органи приводилися в рух за допомогою передач, від ходових коліс, а з 1889 від спеціальної парової машини. Все це призводило до надмірної громіздкість комбайнів їх вага іноді доходила до 15 т.
Наприкінці 1880-х років на Тихоокеанському узбережжі США працювало близько 600 комбайнів каліфорнійського типу. На початку 1890-х років з метою заміни живої тяги механічною як рухової сили почали, застосовувати парові самоходи, від яких в подальшому перейшли до тягачів-тракторів з двигуном внутрішнього згоряння.

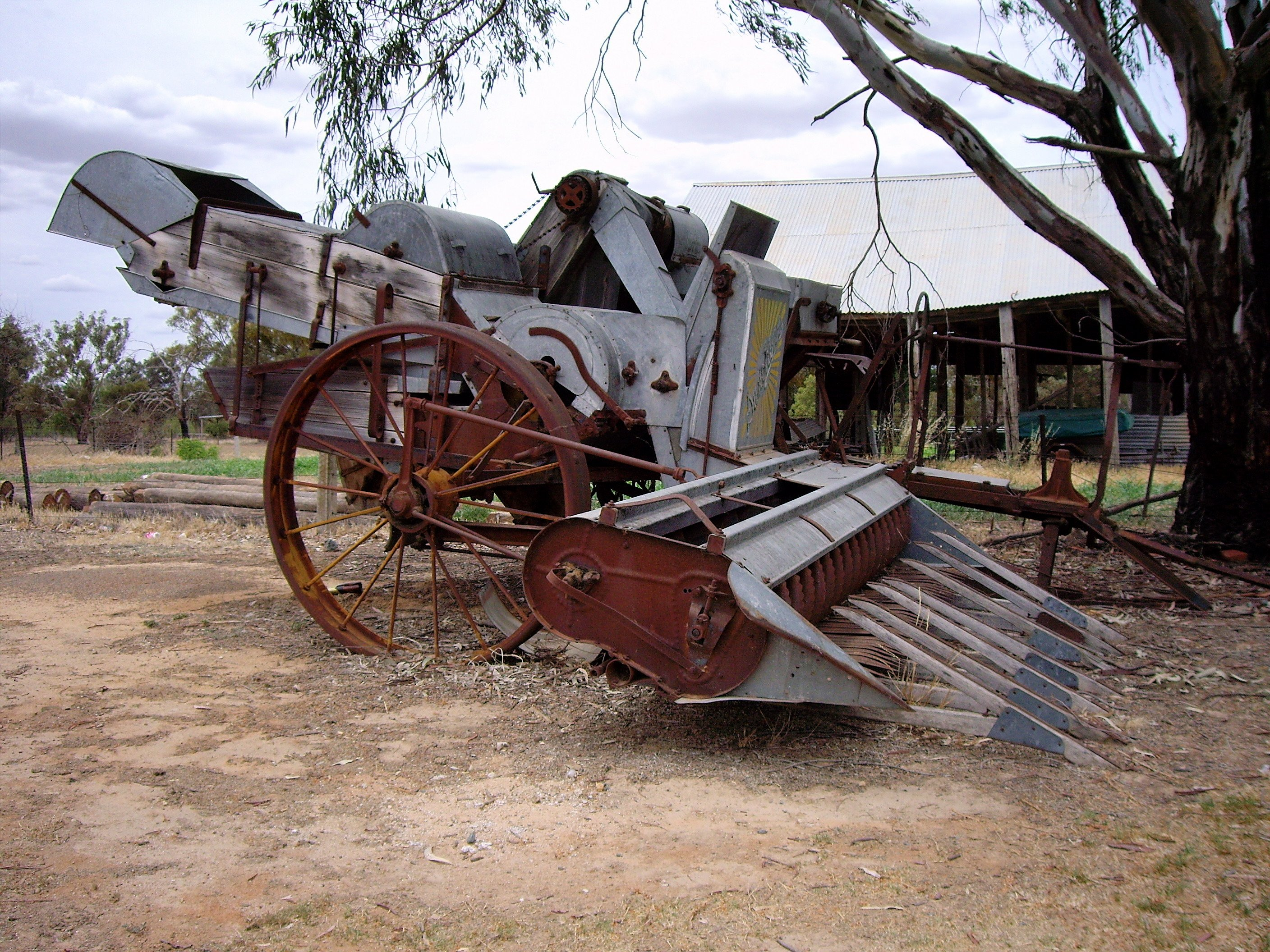
Старовинний комбайн, Новий Південний Уельс, Австралія.

Перший комбайн фірми Holt з 36-футовим (11 м) ріжучим апаратом у комплекті з 120-сильним паровим самоходом з окремим допоміжним паровим двигуном на рамі комбайна був випущений 1905 року. У 1907 році тією ж фірмою Holt на К. було поставлено двигун внутрішнього згоряння.
Працездатні конструкції комбайнів виготовлені в 1905—1907 рр. проводили жатву, обмолот та очистку зерна. Недосконалість механізмів і часті поломки стримували розвиток комбайнобудування; в 1914 році загальний випуск американських комбайнів склав 270 штук, в подальшому виробництво комбінованих машин зростає, досягнув у 1920 р. вже 3227
Застосування в наступні роки більш високих і надійних сортів матеріалу, досконалих механізмів і легких бензинових двигунів з великим числом оборотів значно знизило вагу комбайнів, зменшило їх вартість і зробило їх доступнішими для застосування в сільському господарстві. Проте, ця досконала машина, незважаючи на її величезні переваги, стала надбанням лише великих господарств США, масі ж дрібних фермерів придбання та застосування комбайнів було недоступне.
Тільки з 1926 року почалося відносно широке впровадження комбайнів в сільськогосподарському виробництві США. Розвиток зернового господарства США і високі ціни на хліб за дорожнечі робочих рук у сільському господарстві впливали як на розвиток виробництва комбайнів так і на їх впровадження.
Проте розквіт комбайнобудування в США тривав всього кілька років. У цей час у США лише 14-15 % фермерських господарств використовували комбайни. Фермерами Канади в 1928 році було куплено 3657 комбайнів. 1929 — 3295, 1930 — 1614, 1931 — 178. Світова економічна криза дуже сильно позначилася на експорті пшениці та на виробництві комбайнів.
Виробництво комбайнів, що доходило в 1929 до 37 тис. на рік, впало в 1933 до 300 шт.; Багато фірм зовсім припинили випуск. Перехід до депресії особливого роду викликав лише незначне зростання виробництва комбайнів, причому, головним чином, за рахунок виробництва дрібних К., з шириною захвату до 5 футів,. є спробою впровадження комбайнів, в дрібні фермерські господарства. За даними на 1930 у США налічувалося 60 803 комбайнів, а до 1936 їх число збільшилося до 70 тис.
У 1930 комбайнізацією було охоплено менше 1 % фермерських господарств США. К. Ще менше К. було в інших країнах: так, до 1936 в Канаді було всього 10 500 К., в Аргентині 24 800. У європейських країнах число комбайнів значно менше.
| Роки | Виробництво | Продано в США | Експортовано |
| ---- | ----------- | ------------- | ------------ |
| 1914 | 30          | 30            | --           |
| 1920 | 3627        | 2717          | 929          |
| 1923 | 4000        | н.д.          | н.д.         |
| 1924 | 5600        | н.д.          | н.д.         |
| 1925 | 5100        | н.д.          | н.д.         |
| 1926 | 11760       | 6277          | 4707         |
| 1927 | 18300       | 30            | н.д.         |
| 1928 | ~ 27800     | 21000         | 6800         |
| 1929 | 36900       | н.д.          | ~ 6800       |
| 1930 | 24400       | н.д.          | н.д.         |
| 1931 | 5801        | н.д.          | н.д.         |
| 1932 | 4000        | н.д.          | н.д.         |
| 1933 | 300         | н.д.          | 405          |
| 1935 | 4000        | 6 000         | 500 (1934)   |

## Комбайни в Російській імперії і в СРСР
До Російській імперії перший комбайн було завезено фірмою Holt у 1913 році на Київську сільськогосподарську виставку. Це була дерев'яна конструкція на однострічковому гусеничному ходу з 14-футовим захопленням ріжучого апарата, з бензиновим двигуном для одночасного приведення в дію механізмів і пересування самої машини. Комбайн випробовувався на Якимівській машинодослідній станції, дав хороші показники роботи. Але застосування в умовах сільського господарства Російської імперії не знайшов — у 1914 почалася Перша світова війна.

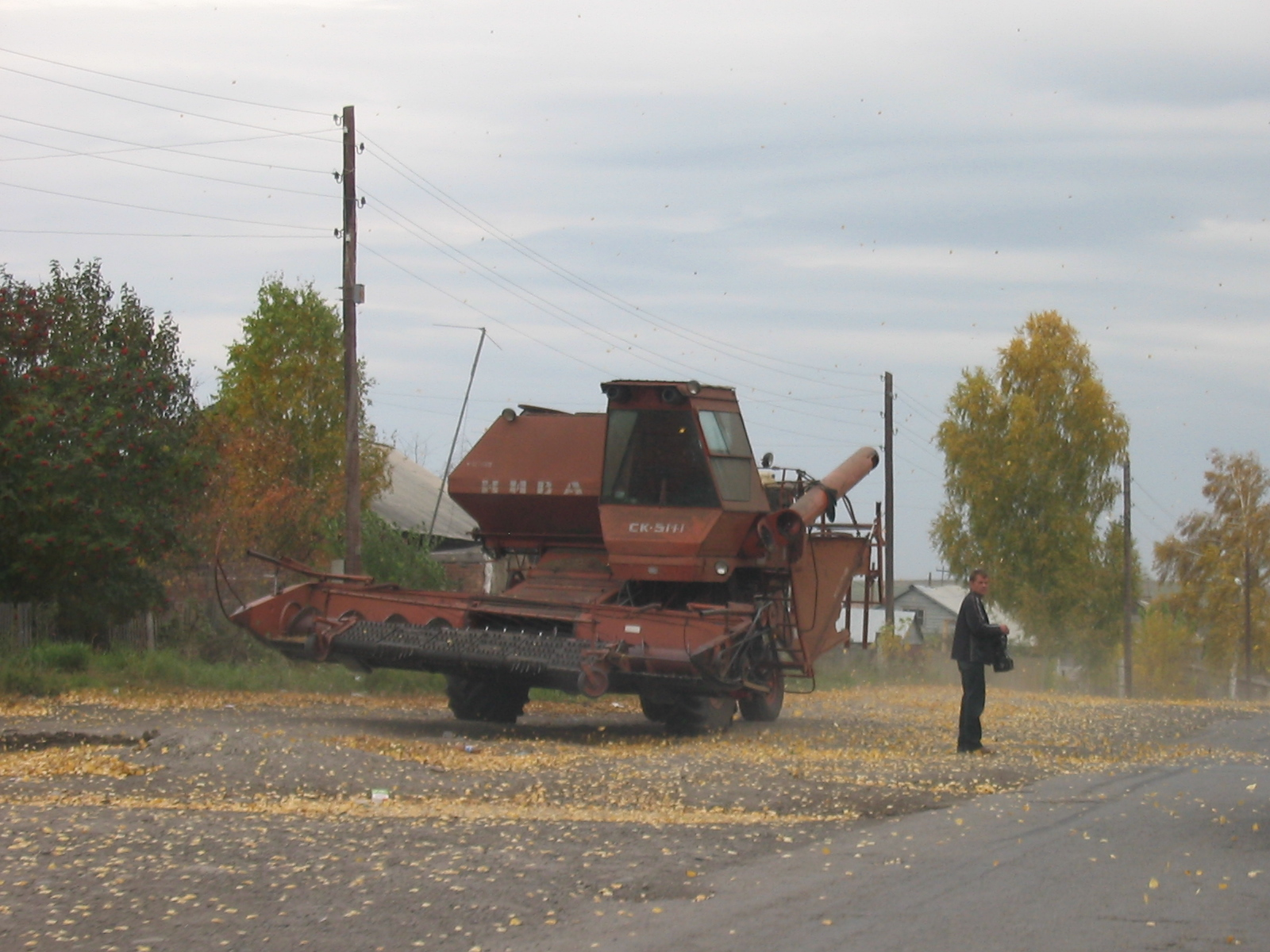
Комбайн СК-5 «Нива»

Знову до комбайна повертаються вже в СРСР.
У зв'язку з організацією великого товарного виробництва у зернових радгоспах СРСР у період з 1929 по 1931 організується масовий імпорт комбайнів із США. Перші американські комбайни в радгоспі «Гігант» блискуче витримали випробування.
Одночасно з імпортом починає розгортатися власне виробництво: 18 вересня 1929 року на Запорізькому заводі «Комунар» випустили перший український зернозбиральний комбайн, а до початку 1930 завод зібрав 10 комбайнів. В 1930 році загальна кількість вироблених комбайнів сягнула 347.
З 1931 випуск комбайнів почав Ростовський завод імені Сталіна «Ростсільмаш» (комбайн «Сталінець»), у 1932 приступив до виробництва завод ім. Шеболдаєва у Саратові (СК-З — «Саркомбайн», нині Саратовский авіаційний завод), які були однотипними і працювали за єдиним принципом, в той же час у «Сталінця» було більше робоче захоплення (6,1 м) і деякі конструктивні відмінності. На «Комунар» і СК-З ставився бензиновий двигун автомобільного типу ГАЗ, пристосований для роботи на комбайнах НАТИ, що мав назву ФОРД-НАТИ, з потужністю двигуна 28 к. с. На «Сталінець» встановлювався гасовий двигун тракторів СТЗ та ХТЗ потужністю 30 к. с. Пересування полем здійснювалося за допомогою тракторів СТЗ, ХТЗ і «Сталінець» Челябінського тракторного заводу. З тракторами «Сталінець» ЧТЗ комбайни працювали по два в зчепленні.
Всі вони були не пристосовані для вологого збирання хліба, у зв'язку з цим у 1936 Люберецький завод імені Ухтомського приступив до випуску північного комбайна конструкції радянських винахідників Ю. Я. Анвельта і М. І. Григор'єва — Скаго-5-А (північний К. Анвельта-Григор'єва 5-ї моделі), який був пристосований до вологого збирання хліба на невеликих площах.
| Роки | Виробництво | МТС   | Радгоспах НКСГ |
| ---- | ----------- | ----- | -------------- |
| 1929 | 10          | —     | —              |
| 1930 | 337         | —     | —              |
| 1931 | 3548        | 7     | 1741           |
| 1932 | 10010       | 109   | 6343           |
| 1933 | 8578        | 2244  | 11886          |
| 1934 | 8289        | 10531 | 13434          |
| 1935 | 20169       | 15207 | 15522          |
| 1936 | 42545       | 29861 | 29900          |
| 1937 | 44000       | 67683 | 33740          |

Завдяки власному виробництву вже до 1935 року зернові радгоспи збирали комбайнами 97,1 % площ. У жнивну кампанію 1937 року в СРСР було близько 120 тисяч комбайнів, які зібрали 39,2 % зернових, забезпечивши тим самим значне зниження втрат при збиранні, що сягало до 25 % при використанні лобогрійок, навіть незважаючи на численні обмеження у роботі та наявність конструктивних недоліків.
Після Другої світової війни в СРСР були проведені великі наукові дослідження, що суттєво збагатили теорію зернозбирального комбайна. Зокрема, була детально досліджена роль відбійного бітера і соломотряса в процесі сепарації зерна, що дозволило істотно підвищити ефективність роботи зазначених вузлів. Були проведені дослідження аеродинамічних властивостей грубого вороху, що суттєво покращило ефективність очищення зерна. На підставі зазначених досягнень у 60-ті роки під керівництвом Ханаана Ілліча Ізаксона були розроблені проекти високопродуктивних (для тих часів) типів комбайнів СК-5 і СК-6.
Із 1970 року завод «Ростсільмаш» випускав комбайн СК-5 «Нива», а Таганрозький комбайновий завод — комбайн СК-6-II «Колос».

## Схема зернозбирального комбайна
| Schnittzeichnung eines Mähdreschers | Легенда | Легенда                       | Легенда | Легенда                |
| Schnittzeichnung eines Mähdreschers | 1.      | Мотовило                      | 12.     | Колосове решето        |
| Schnittzeichnung eines Mähdreschers | 2.      | Різальний апарат              | 13.     | Колосовий шнек         |
| Schnittzeichnung eines Mähdreschers | 3.      | Шнек                          | 14.     | Повернення колосків    |
| Schnittzeichnung eines Mähdreschers | 4.      | Похила камера з транспортером | 15.     | Зерновий шнек          |
| Schnittzeichnung eines Mähdreschers | 5.      | Камневловлювач                | 16.     | Бункер для зерна       |
| Schnittzeichnung eines Mähdreschers | 6.      | Молотильний барабан           | 17.     | Подрібнювач соломи     |
| Schnittzeichnung eines Mähdreschers | 7.      | Дека                          | 18.     | Кабіна управління      |
| Schnittzeichnung eines Mähdreschers | 8.      | Соломотряс                    | 19.     | Двигун                 |
| Schnittzeichnung eines Mähdreschers | 9.      | Транспортна дошка             | 20.     | Розвантажувальний шнек |
| Schnittzeichnung eines Mähdreschers | 10.     | Вентилятор                    | 21.     | Відбійний бітер        |
| Schnittzeichnung eines Mähdreschers | 11.     | Решето полови                 |         |                        |

Ріжучий апарат жниварки (2) зрізає стебла, мотовило (1) укладає їх на платформу жниварки, шнек (3) транспортує зрізану хлібну масу до центру жниварки і пальцями, які є в центральній частині, проштовхує у похилий корпус (4), де стебла подаються транспортером. Вже в корпусі самого комбайна перед молотильним барабаном (6) є каменевловлювач (5), в який під дією гравітації із хлібної маси випадають камінці. Молотильний барабан проводить обмолот колосків, вимолочене зерно, полова та дрібні домішки просипаються крізь деку (7) на транспортувальну ґратку (9). Солома і зерно, що залишилося в ній недомолоченим, викидаються на клавіші соломотряса (8), де за рахунок вібрації і зворотно-поступального руху клавіш, а також їх спеціальної конструкції відбувається відділення зерна від соломи і воно просипається на решето (11). Вентилятором (10) під решето подається повітря, потоком повітря зерно очищається від легких домішок. Солома по соломотрясу надходить до подрібнювача (17) або копичника (на схемі відсутній, встановлюється замість подрібнювача). Очищене зерно зсипається в камеру зернового шнека (15), який подає зерно в бункер (16). Недомолочене колосся по ґратці надходить на піддон, по якому воно зсиплеться у колосовий шнек (13), який повертає колосся в молотильний барабан.
Існують також так званні роторні комбайни. У них на відміну від класичного комбайна замість молотильного барабана, відбійного бітера і соломотряса встановлений поздовжній ротор. Це рішення дозволяє збільшити продуктивність і зменшити втрати зерна, проте вимагає потужнішого двигуна і гірше працює при великій вологості. Найбільш раціонально використовувати роторні комбайни на полях з великою врожайністю.

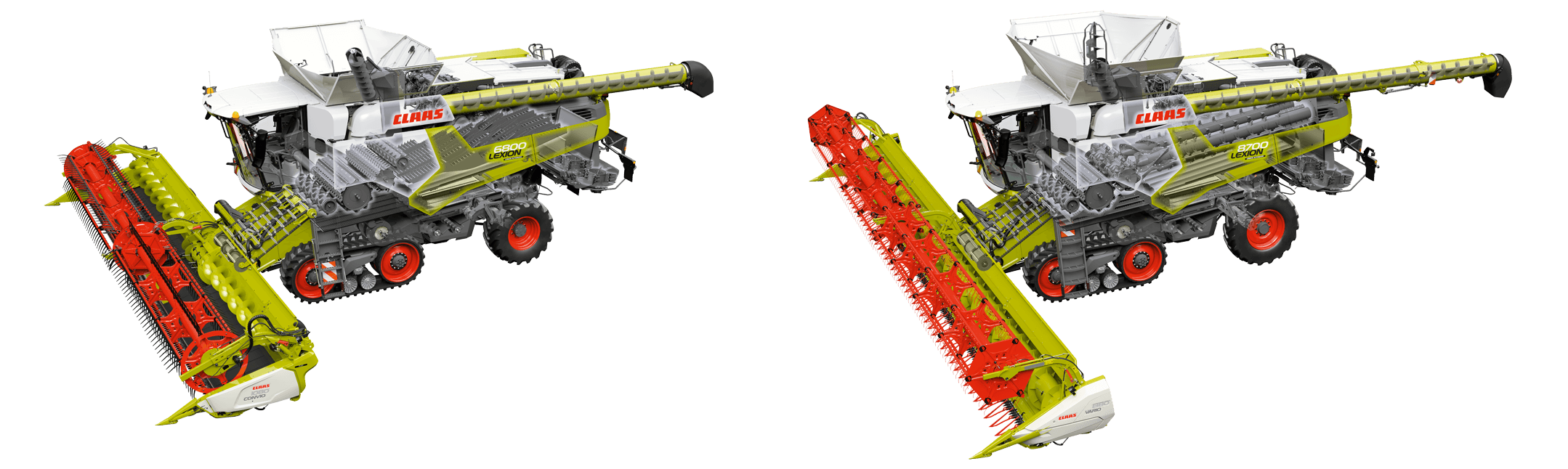
Порівняння конструкції клавішного (CLAAS Lexion 6800) і роторного (CLAAS Lexion 8700) комбайнів.